# Gratini
I Gratini sono una pasta all'uovo, tipica della Provincia di Verona, da accompagnare con un brodo di carne.
Si chiamano così perché dopo aver impastato la pasta al l'uovo e averla lasciata riposare (e quindi parzialmente disidratare), questa viene grattata su di una grattugia appunto, al fine di formare piccole palline.
La base può essere farina 0 o semola.
È un tipico piatto invernale dell cucina veronese.

## Ingredienti
- 130 gr di farina 0 (o semola o un misto delle due)
- 1 uovo
- una presa di sale